# Jan Šubelj
Jan Šubelj, slovenski šahist, * 13. september 2004.
Šubelj je od leta 2023 velemojster. Sodeloval je na 45. šahovski olimpijadi 2024 v Budimpešti, kjer je ekipa osvojila 9. mesto.
Dosežki
- 1. mesto - Državno prvenstvo za člane 2024